# Rolf Blatter
Rolf Blatter (18 de febrero de 1951) es un piloto de motociclismo suizo, que compitió en el Campeonato del Mundo de Motociclismo entre 1973 y 1982. Su mejor temporada fue en 1979 cuando acabó subcampeón en la categoría de 50cc por detrás del italiano Eugenio Lazzarini.

## Resultados en el Campeonato del Mundo
Sistema de puntuación desde 1969 hasta 1987:
| Posición | 1.º | 2.º | 3.º | 4.º | 5.º | 6.º | 7.º | 8.º | 9.º | 10.º |
| Puntos   | 15  | 12  | 10  | 8   | 6   | 5   | 4   | 3   | 2   | 1    |

### Carreras por año
| Año  | Cat.  | Moto                | 1       | 2       | 3       | 4       | 5       | 6       | 7       | 8       | 9       | 10      | 11      | 12      | 13      | Pts. | Pos. |
| ---- | ----- | ------------------- | ------- | ------- | ------- | ------- | ------- | ------- | ------- | ------- | ------- | ------- | ------- | ------- | ------- | ---- | ---- |
| 1973 | 50cc  | Kreidler            |         |         | GER 10  | NAT -   |         | YUG -   | NED -   | BEL -   |         | SWE -   |         | ESP -   |         | 1    | 28.º |
| 1974 | 50cc  | Kreidler            | FRA 12  | GER DNS |         | NAT -   | NED -   | BEL -   | SWE -   | FIN -   | TCH 10  | YUG 8   | ESP Ret |         |         | 4    | 22.º |
| 1974 | 125cc | Maico               | FRA -   | GER -   | AUT -   | NAT -   | NED -   | BEL -   | SWE -   |         | CZE DNQ | YUG -   | ESP -   |         |         | 0    | -    |
| 1975 | 50cc  | Kreidler            |         | ESP ̟Ret |         | GER Ret | NAT -   |         | NED -   | BEL -   | SWE -   | FIN 7   |         | YUG Ret |         | 4    | 21.º |
| 1975 | 125cc | Maico               | FRA -   | ESP Ret | AUT -   | GER -   | NAT ̈-   |         | NED -   | BEL -   | SWE -   |         | CZE -   | YUG -   |         | 0    | -    |
| 1976 | 50cc  | Kreidler            | FRA Ret |         | NAT 6   | YUG 9   |         | NED -   | BEL 14  | SWE 10  | FIN 7   |         | GER 5   | ESP 4   |         | 26   | 7.º  |
| 1976 | 125cc | Maico               |         | AUT -   | NAT -   | YUG 7   | NED -   | BEL -   | SWE 13  | FIN Ret |         | GER -   | ESP Ret |         |         | 4    | 27.º |
| 1977 | 50cc  | Kreidler            |         |         | GER 20  | NAT 5   | ESP -   |         | YUG -   | NED -   | BEL -   | SWE -   |         |         |         | 6    | 17.º |
| 1977 | 125cc | Morbidelli          | VEN -   | AUT 9   | GER 8   | NAT Ret | ESP -   | FRA -   | YUG -   | NED -   | BEL -   | SWE -   | FIN -   | GBR -   |         | 5    | 23.º |
| 1978 | 50cc  | Morbidelli/Kreidler |         | ESP 13  |         |         | NAT 4   | NED 8   | BEL Ret |         |         |         | GER 5   | CZE Ret | YUG 4   | 25   | 5.º  |
| 1978 | 125cc | Morbidelli          | VEN -   | ESP 13  | AUT Ret | FRA -   | NAT DNQ | NED Ret | BEL 8   | SWE -   | FIN -   | GBR -   | GER 13  |         | YUG 13  | 3    | 27.º |
| 1979 | 50cc  | Kreidler            |         |         | GER 4   | NAT 2   | ESP 3   | YUG 2   | NED 3   | BEL DNS |         |         |         | FRA 3   |         | 62   | 2.º  |
| 1979 | 125cc | Morbidelli          | VEN -   | AUT 7   | GER Ret | NAT 13  | ESP -   | YUG 14  | NED Ret | BEL -   | SWE -   | FIN -   | GBR -   | CZE 7   | FRA Ret | 8    | 26.º |
| 1980 | 50cc  | RBB-KK/Kreidler     | NAT Ret | ESP 4   |         | YUG DNQ | NED 8   | BEL 8   |         |         |         | GER Ret |         |         |         | 14   | 11.º |
| 1980 | 125cc | MBA                 | NAT 10  | ESP 6   | FRA -   | YUG -   | NED Ret | BEL 18  | FIN -   | GBR -   | CZE 9   | GER 13  |         |         |         | 8    | 18.º |
| 1981 | 50cc  | Kreidler            |         |         | GER Ret | NAT Ret |         | ESP 5   | YUG 3   | NED 3   | BEL 4   | RSM 16  |         |         | CZE 6   | 39   | 6.º  |
| 1982 | 50cc  | Kreidler            |         |         |         | ESP 9   | NAT Ret | NED -   |         | YUG -   |         |         |         | RSM -   | GER -   | 2    | 17.º |

| Color     | Resultado                                                               |
| --------- | ----------------------------------------------------------------------- |
| Oro       | Ganador                                                                 |
| Plata     | 2.ª plaza                                                               |
| Bronce    | 3.ª plaza                                                               |
| Verde     | Finalizó en los puntos                                                  |
| Azul      | Finalizó sin puntos                                                     |
| Azul      | NC - No clasificado                                                     |
| Violeta   | Ret - No terminó (Carrera)                                              |
| Rojo      | DNQ - No se clasificó                                                   |
| Negro     | DSQ - Descalificado                                                     |
| Blanco    | DNS - No empezó (carrera)                                               |
| Blanco    | WD - Retirado (fin de semana)                                           |
| Blanco    | C - Carrera cancelada                                                   |
| Sin color | DNP - Inscrito pero no participó                                        |
| Sin color | INJ - Lesionado                                                         |
| Sin color | EX - Excluido                                                           |
| Estado    | Resultado                                                               |
| Negrita   | Pole position                                                           |
| Cursiva   | Vuelta rápida                                                           |
| †         | Abandona, pero clasifica al completar el porcentaje requerido para ello |